# Venezuela en los Juegos Paralímpicos
Venezuela en los Juegos Paralímpicos está representada por el Comité Paralímpico Venezolano, miembro del Comité Paralímpico Internacional.
Venezuela ha participado en diez ediciones de los Juegos Paralímpicos de Verano. La primera presencia de la delegación venezolana en estos juegos tuvo lugar en Nueva York y Stoke Mandeville 1984. El país ha obtenido un total de 30 medallas en las ediciones de verano: siete de oro, nueve de plata y catorce de bronce.

## Medallero

### Por edición
Juegos Paralímpicos de Verano
| Evento                             |   |   |    | T  | Detalle |  |
| ---------------------------------- | - | - | -- | -- | --- |  |
| Nueva York y Stoke Mandeville 1984 | 0 | 0 | 0  | 0  | |  |
| Seúl 1988                          |   |   |    |    | |  |
|                                    |   |   |    |    | |  |
| Barcelona 1992                     | 0 | 0 | 1  | 1  | Atletismo, disco B2 (Yolmer Urdaneta) |  |
| Atlanta 1996                       | 0 | 0 | 0  | 0  | |  |
| Sídney 2000                        | 0 | 0 | 1  | 1  | Atletismo, 200 m T13, (Ricardo Santana) |  |
| Atenas 2004                        | 0 | 1 | 2  | 3  | Atletismo, 100 m T12, (Ricardo Santana) Atletismo, 200 m T12, (Ricardo Santana) Atletismo, 4 × 100 m T11-13, (Odúver Daza, Ricardo Santana, Aníbal Bello, José Villarreal) |  |
| Pekín 2008                         | 1 | 1 | 2  | 4  | Yudo, 63 kg (Naomi Soazo) Atletismo, 4 × 100 m T11-13, (Odúver Daza, Fernando Ferrer, Ricardo Santana, Yoldani Silva) Atletismo, 400 m T46 (Samuel Colmenares) Yudo, 81 kg (Reinaldo Carvallo)                                                                                         |  |
| Londres 2012                       | 0 | 0 | 2  | 2  | Atletismo, 200 m T37 (Omar Monterola) Yudo, 66 kg, (Marcos Falcón) |  |
| Río de Janeiro 2016                | 0 | 3 | 3  | 6  | Atletismo, 400 m T11 (Sol Rojas) Atletismo, 400 m T20 (Luis Arturo Paiva) Atletismo, 400 m T37 (Omar Monterola) Atletismo, 100 m T37 (Yescarly Medina) Atletismo, salto de altura T44, (Rafael Uribe) Yudo, 70 kg (Naomi Soazo)                                                        |  |
| Tokio 2020                         | 3 | 2 | 2  | 7  | Atletismo, 100 m T11 (Linda Pérez) Atletismo, 100 m T47 (Lisbeli Vera) Atletismo, 200 m T47 (Lisbeli Vera) Atletismo, 400 m T20, (Luis Felipe Rodríguez) Atletismo, 400 m T47 (Lisbeli Vera) Atletismo, 400 m T12, (Alejandra Pérez) Levantamiento de potencia, 41 kg, (Clara Fuentes) |  |
| Paris 2024                         | 3 | 2 | 1  | 6  | Atletismo, 400 m T11 (Enderson German Santos) Levantamiento de potencia, -50 kg (Clara Fuentes ) Atletismo, Lanzamiento de jabalina (Naibys Morillo) Atletismo, 400 m T47 (Lisbeli Vera) Atletismo, 200 m T12 (Alejandra Paola Peréz) Yudo,60 kg, (Marcos Blanco)                      |  |
| Total                              | 7 | 9 | 14 | 30 | |  |

### Por deporte
Deportes de verano
| Evento                             | Oro | Plata | Bronce | Total |
| ---------------------------------- | --- | ----- | ------ | ----- |
| Atletismo adaptado                 | 5   | 9     | 9      | 23    |
| Yudo adaptado                      | 1   | 0     | 4      | 5     |
| Levantamiento de potencia adaptado | 1   | 0     | 1      | 2     |
| TOTAL                              | 7   | 9     | 14     | 30    |

## Puestos premiados
| Atleta                      | Deporte                   | Competición                           | Año                                |
| --------------------------- | ------------------------- | ------------------------------------- | ---------------------------------- |
| 4.°                         |                           |                                       |                                    |
| Odúver Daza                 | Atletismo                 | Salto de longitud F12 masculino       | Atenas 2004                        |
| Alberlis Torres             | Atletismo                 | 100 m T11 femenino                    | Pekín 2008                         |
| Yomaira Cohen               | Atletismo                 | Lanzamiento de jabalina T37 femenino  | Río de Janeiro 2016                |
| Alejandra Pérez             | Atletismo                 | 200 m T12 femenino                    | Tokio 2020                         |
| Linda Pérez                 | Atletismo                 | 200 m T11 femenino                    | Tokio 2020                         |
| Linda Pérez                 | Atletismo                 | 400 m T11 femenino                    | Tokio 2020                         |
| Greilyz Villarroel          | Atletismo                 | 200 m T12 femenino                    | Tokio 2020                         |
| Greilyz Villarroel          | Atletismo                 | 400 m T12 femenino                    | Tokio 2020                         |
| Sol Rojas                   | Atletismo                 | 400 m T11 femenino                    | Tokio 2020                         |
| Naibys Morillo              | Atletismo                 | Lanzamiento de jabalina F46 femenino  | Tokio 2020                         |
| 5.°                         |                           |                                       |                                    |
| Youany Parra                | Atletismo                 | Lanzamiento de bala B2                | Nueva York y Stoke Mandeville 1984 |
| Luis García                 | Atletismo                 | 100 m B1 masculino                    | Barcelona 1992                     |
| Yolmer Urdaneta             | Atletismo                 | Salto de altura B2 masculino          | Barcelona 1992                     |
| Enrique Aristimuño          | Halterofilia              | -52 kg masculino                      | Barcelona 1992                     |
| Aníbal Bello                | Atletismo                 | Lanzamiento de jabalina F11 masculino | Atenas 2004                        |
| Víctor Márquez              | Atletismo                 | Ruta/Contrarreloj LC3 masculino       | Atenas 2004                        |
| Marcos Castillo             | Atletismo                 | 100 m T52 masculino                   | Pekín 2008                         |
| José Luis Sánchez           | Atletismo                 | 800 m T13 masculino                   | Pekín 2008                         |
| Irene Suárez                | Atletismo                 | 100 m mariposa S12 femenino           | Pekín 2008                         |
| Samuel Colmenares           | Atletismo                 | 400 m mariposa T45/46/47 masculino    | Río de Janeiro 2016                |
| Greilyz Villarroel          | Atletismo                 | 100 m T12 femenino                    | Tokio 2020                         |
| Wendis Mejía                | Atletismo                 | Lanzamiento de jabalina F34 femenino  | Tokio 2020                         |
| Dennis Blanco               | Yudo                      | 60 kg masculino                       | Tokio 2020                         |
| 6.°                         |                           |                                       |                                    |
| Luis García                 | Atletismo                 | Lanzamiento de jabalina B1 masculino  | Barcelona 1992                     |
| Volmer Urdaneta             | Atletismo                 | Lanzamiento de bala F11 masculino     | Atlanta 1996                       |
| Alexis Páez                 | Atletismo                 | 100 m T34 masculino                   | Sídney 2000                        |
| Alexis Páez                 | Atletismo                 | 400 m T34 masculino                   | Sídney 2000                        |
| David Rangel                | Natación                  | 100 m estilo libre S13 masculino      | Atenas 2004                        |
| Irene Suárez                | Atletismo                 | 200 m T11 femenino                    | Pekín 2008                         |
| Norkelys González           | Atletismo                 | Salto largo T20 femenino              | Río de Janeiro 2016                |
| Yomaira Cohen               | Atletismo                 | Lanzamiento de bala T37 femenino      | Río de Janeiro 2016                |
| Belkis Mota                 | Natación                  | 50 m estilo libre S12 femenino        | Río de Janeiro 2016                |
| Bryan Enríquez              | Atletismo                 | Lanzamiento de disco F37 masculino    | Tokio 2020                         |
| Norkelys González           | Atletismo                 | 400 m T20 femenino                    | Tokio 2020                         |
| Sol Rojas                   | Atletismo                 | 200 m T11 femenino                    | Tokio 2020                         |
| Yomaira Cohen               | Atletismo                 | Lanzamiento de bala F37 femenino      | Tokio 2020                         |
| Ericsson Bermúdez           | Natación                  | 100 m estilo braza SB7 masculino      | Tokio 2020                         |
| Belkis Mota                 | Natación                  | 100 m estilo braza SB12 femenino      | Tokio 2020                         |
| 7.°                         |                           |                                       |                                    |
| Luis García                 | Atletismo                 | Pentatlón B1 masculino                | Barcelona 1992                     |
| Valentina Rangel            | Natación                  | 100 m braza B3 femenino               | Barcelona 1992                     |
| Volmer Urdaneta             | Atletismo                 | Lanzamiento de disco F11 masculino    | Atlanta 1996                       |
| César Neira                 | Halterofilia              | - 90 kg masculino                     | Atlanta 1996                       |
| Jesús Aguilar               | Atletismo                 | 200 m T53 masculino                   | Pekín 2008                         |
| Tatiana del Carmen de Tovar | Atletismo                 | 100 m T12 femenino                    | Pekín 2008                         |
| José Chirinos               | Levantamiento de potencia | 90 kg masculino                       | Pekín 2008                         |
| Irene Suárez                | Atletismo                 | 100 m estilo libre S12 femenino       | Pekín 2008                         |
| Lo Andris González          | Atletismo                 | Salto de altura T45/46/47 masculino   | Río de Janeiro 2016                |
| Mauricio Briceño            | Yudo                      | 73 kg masculino                       | Río de Janeiro 2016                |
| Rafael Uribe                | Atletismo                 | Salto de altura T64 masculino         | Tokio 2020                         |
| Belkis Mota                 | Natación                  | 100 m estilo libre SB12 femenino      | Tokio 2020                         |
| 8.°                         |                           |                                       |                                    |
| Gustavo Mujica              | Natación                  | 100 m braza B1 masculino              | Barcelona 1992                     |
| María Burgos                | Atletismo                 | 1500 m T12 femenino                   | Atenas 2004                        |
| Víctor Meza                 | Levantamiento de potencia | +100 kg masculino                     | Atenas 2004                        |
| Jaime Morales               | Levantamiento de potencia | 56 kg masculino                       | Atenas 2004                        |
| Marcos Castillo             | Atletismo                 | 200 m T52 masculino                   | Pekín 2008                         |
| Irene Suárez                | Atletismo                 | 100 m T11 femenino                    | Pekín 2008                         |
| Cirio Molina                | Ciclismo                  | Contrarreloj LC3 masculino            | Pekín 2008                         |
| Irene Suárez                | Atletismo                 | 50 m estilo libre S12 femenino        | Pekín 2008                         |
| Omar Monterola              | Atletismo                 | 100 m T37 masculino                   | Londres 2012                       |
| Omar Monterola              | Atletismo                 | 100 m T37 masculino                   | Río de Janeiro 2016                |
| Luis Arturo Paiva           | Atletismo                 | 1500 m T20 masculino                  | Río de Janeiro 2016                |
| Abraham Ortega              | Atletismo                 | Lanzamiento de jabalina F46 masculino | Río de Janeiro 2016                |
| Cirio Molina                | Ciclismo                  | Contrarreloj C2 masculino             | Río de Janeiro 2016                |
| Zuray Marcano               | Levantamiento de potencia | 50 kg femenino                        | Río de Janeiro 2016                |
| Abraham Ortega              | Atletismo                 | Lanzamiento de bala F46 masculino     | Tokio 2020                         |
| Wendis Mejía                | Atletismo                 | Lanzamiento de bala F34 femenino      | Tokio 2020                         |
| Wiunawis Hernández          | Levantamiento de potencia | 55 kg femenino                        | Tokio 2020                         |